# Панков Георгій Дмитрович
Панко́в Георгій Дмитрович (нар. 27 липня 1956, Мерефа, Харківська обл.) — український філософ, історик, релігієзнавець, науковець, викладач, доктор філософських наук (2006), професор (2014), професор кафедри культурології та медіакомунікацій Харківської державної академії культури.

## Біографія
Народився 27 липня 1956 року в місті Мерефа Харківської області. У 1983 році закінчив Харківський державний університет імені О. М. Горького. Отримав кваліфікацію «Історик, викладач історії та суспільствознавства». Продовжив навчання в аспірантурі філософського факультету Московського державного університету ім. М. В. Ломоносова у 1987—1990 роках. У 1991 році захистив кандидатську дисертацію «Зміна місця та функцій церкви у радянському суспільстві (на матеріалах російського православ'я)». Присуджено науковий ступінь кандидата філософських наук за спеціальністю 09.00.09 — «історія релігії та вільнодумства». У 1998—2001 роках навчався в докторантурі Харківського державного університету. У 2006 році захистив докторську дисертацію «Православно-академічна філософія релігії в Росії (ХІХ — поч. ХХ ст.»). Наукові дослідження стосуються культурології і релігієзнавства; православної аскетики в контексті філософського та культурологічного аналізу.
Працював на посадах викладача, старшого викладача та доцента у Харківському медичному інституті (1983—1987, 1991—1994) та у Харківському державному університеті (1994—2003), з 2003 року — за сумісництвом на кафедрі теорії культури та філософії науки філософського факультету ХНУ. У ХДАК працює з 1994 року за сумісництвом, а з 2003 року за штатним розкладом доцентом, професором (з 2014 року) — на кафедрі теорії та історії культури, згодом — кафедра культурології та медіакомунікацій. Викладає дисципліни: «Теорія культури», «Методологічні проблеми культурології», «Семіотика культури», «Феноменологія культури», «Методи аналізу та інтерпретації текстів», «Культурологічна герменевтика та інтерпретація релігійних текстів», «Релігійна культура та історія релігійних ідей». Здійснює керівництво бакалаврськими, магістерськими, аспірантськими роботами. Під науковим керівництвом Г. Д. Панкова захищені дисертації: Пашкова К. В. (2006), Кухарського С. А. (2008), Мірошниченко В. С. (2010), Ярико О. О. (2010), Потапова В. М. (2018), Чумаченко М. О. (2018), Порхун Т. С. (2018), Понікаровської Н. А. (2018). У 2014 році обраний дійсним членом (академіком) Міжнародної академії культури безпеки, екології та здоров'я «Макбез».
У 1986 році брав участь у ліквідації аварії на Чорнобильській АЕС, за що нагороджений двома державними нагородами ― медалями «За відзнаку в військовій службі» 2 ступеня (1986) і «Захиснику Вітчизни» (2006).

## Основні праці
- Панков Г. Д. Философская апологетика религии. Из истории православно-академической мысли XIX — начала ХХ столетия: опыт философско-теологического обоснования религии: монография / Г. Д. Панков ; Харьков. гос. акад. культуры. — Харьков : ХГАК, 2005. — 297 с.

- Панков Г. Мислителі Київської духовної школи ХІХ — початку ХХ ст. про цінність філософії щодо релігії / Г. Панков // Історія релігій в Україні. — Львів, 2009. — Кн. 2. — С. 189—196.
- Панков Г. Картина пекла в альтернативах православно-есхатологічної думки / Г. Панков // Укр. релігієзнавство. — Київ, 2010. — № 53. — С. 106–-114.
- Панков Г. Д. Цінність покаяння у творчості архієпископа Луки (В. Ф. Войно-Ясенецького) / Г. Д. Панков // Культура України: зб. наук. пр. / М-во культури України, Харків. держ. акад. культури, [Акад. мистец. України, Ін-т культурології ; редкол.: В. М. Шейко (відп. ред.) та ін.] ; за заг. ред. В. М. Шейка. — Харків : ХДАК, 2012. — Вип. 39. — С. 105—112.

- Кислюк К. В. Культурологія : хрестоматія : навч. посіб. для самост. роботи та семінар. занять / К. В. Кислюк, Г. Д. Панков. — Київ : Кондор, 2017. — 184 с.
- Панков Г. Питання про значення смерті у «Саду божественних пісень» Г. Сковороди / Г. Панков // Політики пам'яті української культури. — Харків, 2017. — С. 83–87.
- Панков Г. Д. Агіографічний міф як культурний феномен / Г. Д. Панков // Культура України. Серія: Культурологія : зб. наук. пр. / М-во культури України, Харків. держ. акад. культури ; [редкол.: В. М. Шейко (відп. ред.) та ін.] ; за заг. ред. В. М. Шейка. — Харків : ХДАК, 2018. — Вип. 60. — С. 107—115.
- Панков Г. Д. Жити за натурою як заклик у спадщині Г. Сковороди / Г. Панков // Григорій Сковорода : духовні діячі України : [збірник] / Ін-т релігієзнавства — Філія Львів. музею історії релігій. — Львів, 2022. — С. 33–49.
- Панков Г. Д. Персоналістичні аспекти в сковородинівському «Наркісі» / Г. Панков // Філософська та художньо-літературна творчість Г. С. Сковороди у контексті проблем сучасного людського буття : матеріали Всеукр. наук.-теорет. конф., (квітень 2021 року) / Дрогоб. держ. пед. ун-т імені Івана Франка, Каф. філософії імені професора Валерія Григоровича Скотного. — Дрогобич, 2022. — С. 85–93.
- Панков Г. Д. Православне свято Покрови в аксіологічному контексті культурології / Г. Д. Панков // Культура України : зб. наук. пр. / М-во культури та інформ. політики України, Харків. держ. акад. культури ; [голов. ред. В. М. Шейко ; за заг. ред. В. Шейка]. — Харків : ХДАК, 2022. — Вип. 75. — С. 47–51.
- Панков Г. Д. Augustum як чинник конструювання релігійної культури / Г. Д. Панков // Четверті академічні читання пам'яті Г. І. Волинки : «Філософія, освіта, наука: в глобальному вимірі соціально-турбулентного світу» : матеріали міжнар. наук.-практ. конф., 24-25 трав. 2023 р. / М-во освіти і науки України, Укр. держ. ун-тім. М. Драгоманова, Навч.-наук. ін-т філософії та освітньої політики, Каф. філософії. — Київ, 2023. — C. 97–99.